# برلمان اليونان
البرلمان اليوناني (باليونانية: Βουλή των Ελλήνων)، كما يعرف أيضاً باسم البرلمان الهيليني، هو برلمان جمهورية اليونان، الواقع في مبنى البرلمان (القصر الملكي القديم)، ويطل على ميدان سينتاجما في العاصمة اليونانية أثينا. وهو يمثل السلطة التشريعية ويتألف من مجلس واحد يُشكل من 300 عضو يتم انتخابهم لمدة أربع سنوات. خلال السنوات من 1844 إلى 1863 ومن 1927 إلى 1935 كان البرلمان اليوناني ثنائى التمثيل يتألف من مجلسين: مجلس أعلى وهو مجلس الشيوخ، ومجلس أدنى، هو مجلس النواب. وقد قام العديد من رجال الدولة الهامين في اليونان بتولى منصب رئيس البرلمان اليوناني.

## نبذة تاريخية
على الرغم من أنه خلال الثورة اليونانية قد عقدت العديد من الجمعيات الوطنية، فإن أول برلمان وطني للدولة اليونانية المستقلة لم يتأسس إلا في عام 1843، بعد ثورة 3 سبتمبر، التي اضطرت الملك أوتو أن يمنح دستوراً للبلاد. في عام 1911، أدت مراجعة للدستور إلى اعتماد وضع أقوى لحقوق الإنسان، وتعزيز حكم القانون وتحديث المؤسسات، ومن بينها البرلمان. في 8 ديسمبر 1974، بعد سبع سنوات من الحكم العسكري الديكتاتوري، تم إجراء إستفتاء لاتخاذ قرار حول طبيعة شكل الحكومة. صوت اليونانيون في الإستفتاء بأغلبية 69,18٪ لصالح جمهورية برلمانية وضد نظام ملكي دستوري.

## التشكيل والتنظيم

### الانتخابات والحيازة

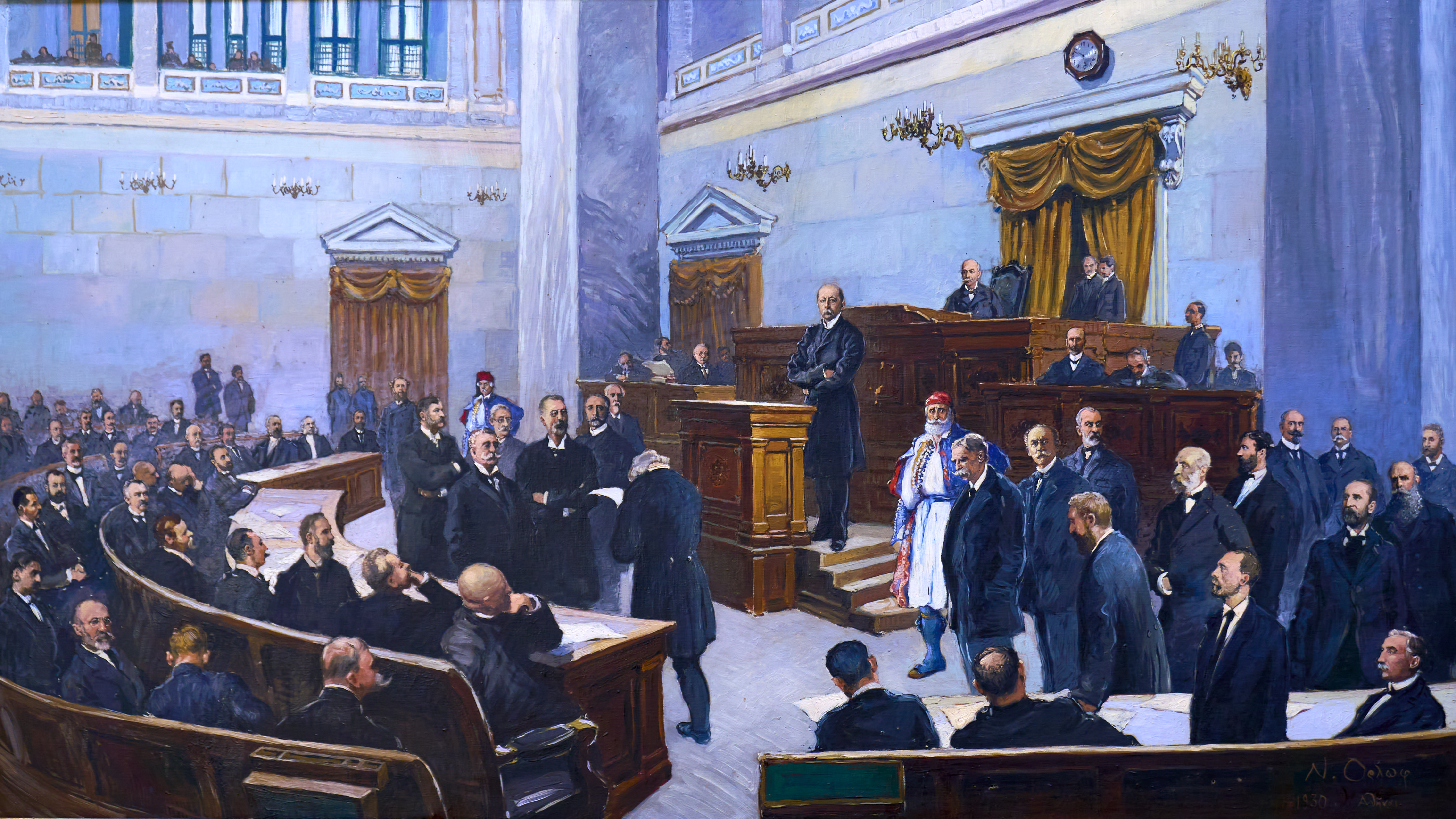
البرلمان أثناء إنعقاده في مبنى البرلمان القديم، في نهاية القرن التاسع عشر.

يضم البرلمان اليوناني منذ عام 1952 300 عضواً، على الرغم من أن الدستور لا يحدد العدد الفعلي للنواب ولكنه لا يسمح بعدد أقل من 200 أو أكثر من 300. وينتخب النواب لمدة أربع سنوات عن طريق نظام 'تعزيز' التمثيل النسبي في 56 دائرة انتخابية، 48 منها ذات مقاعد متعددة و8 ذات مقعد واحد. ويتم تحديد مقاعد الدائرة الانتخابية من خلال عملية التصويت، حيث يمكن للناخبين تحديد المرشح أو المرشحين الذين يختاروهم عن طريق وضع علامة على اسمهم في ورقة الاقتراع الحزبى. ومع ذلك، فإن الحزب الذي يتلقى أكبر عدد من الأصوات يحصل على قسط يضم 50 مقعداً، والذين يتم شغلهم من قبل مرشحين لهذا الحزب لم يعلن عنهم في انتخابات الدرجة السفلى (الدوائر الانتخابية). ويشترط للتأهل للحصول على منصب نائب أن يكون المتقدم مواطن يوناني يبلغ عمره 18 عاماً أو أكثر في تاريخ يوم الانتخاب، وأن يكون آهلاً للتصويت. ويتم استبعاد المواطنين الذين يشغلون مناصب في القطاع العام من التقدم للترشيح، إلا إذا كانوا قد قدموا استقالة من المنصب لا رجعة فيها قبل الإعلان عن الترشح، ولذلك إستثناء وحيد هو أساتذة الجامعات.
ويتمتع أعضاء البرلمان بالحصانة ضد الملاحقة الجنائية أو الاعتقال أو الاحتجاز أثناء وجودههم في مناصبهم. وهم أيضاً يملكون حصانة ضد الحاجة إلى تقديم أي معلومات لأية سلطة فيما يتعلق بمهامهم التشريعية ومداولاتهم. لكنهم لا يملكون حصانة ضد الدعاوى المدنية. ولا يفصل في أي دعاوى جنائية ترتكب بصفة العضو الرسمية (مثل اختلاس الأموال العامة) إلا بعد إقامة دعوى من قبل البرلمان لسحب الثقة من العضو. ويخضع وزراء الحكومة الذين لا يملكون عضوية في البرلمان لنفس الإجراءات. وتنعقد المحاكمة للفصل في سحب الثقة بواسطة محكمة خاصة مخصصة لهذا الغرض بالذات. أما الدعاوى الجنائية التي ترتكب بصفة العضو الشخصية (مثل القتل) فلا يفصل فيها إلا بعد أن يكون البرلمان قد صوت على تعليق الحصانة البرلمانية للعضو، بناء على طلب من محامي الادعاء (وكيل النيابة) وفقط فيما يتعلق بالجريمة المزعومة. في مثل تلك الحالات، يتم الفصل في القضية من قبل محكمة عادية. كما أن «إذن البرلمان» ليس ضروري إذا تم القبض على العضو «في حالة تلبس» أثناء ارتكاب الجريمة (مثل جريمة القتل).

### التنظيم
تتم معالجة جدول أعمال البرلمان من قبل هيئة الرئاسة (Προεδρείο της Βουλής)، التي تتكون من الرئيس وسبعة نواب للرئيس، وثلاث عمداء وستة أمناء مكاتب. وتتصف هيئة الرئاسة بالتكوين ثلاثي الحزبية، وهذا يعني أن ينتمي نائب الرئيس الرابع، وعميد وأمين مكتب (سكرتير) إلى حزب المعارضة الرئيسي، وينتمي نائب الرئيس الخامس وأمين مكتب إلى أكبر حزب معارض تالى (حسب المقاعد). ولا يمكن لعضو هيئة رئاسة، الذي يجب أن يكون عضواً في البرلمان، أن يكون عضواً في مجلس الوزراء أو وكيلاً لأمين مكتب. وفي حين يتم انتخاب رئيس البرلمان ونواب الرئيس الخمسة في بداية كل دورة انعقاد ولكامل مدة هذه الدورة، فان مدة ولاية العمداء والأمناء تستمر لمدة فترة وحدة وهي فترة المجلس (4 سنوات) التي تم انتخابهم فيها.

## العملية التشريعية
يصوت البرلمان على مشروع قانون (Νομοσχέδιο، نوموسخيديو) ليصبح قانونا (Νόμος، نوموس) في ثلاث جلسات تصويت: أولاً التصويت على مشروع القانون من حيث قبوله مبدئياً، ثم يتم مناقشة مواد القانون كل على حدى (وعندها يمكن اقتراح تعديلات للمواد ويتم التصوبت عليها سواء بالموافقة أو الرفض) ثم أخيراً يتم التصويت على مشروع القانون ككل.في أي تصويت، تكفى الأغلبية «البسيطة» (50٪ زائد واحد) لتمرير التشريع المطروح. ما إن يتم تمرير مشروع القانون، يتم إرساله إلى رئيس الجمهورية لإصداره ونشره في الجريدة الرسمية. ويطلب من وزير أو وزراء الحكومة المختصين توقيع مُؤكِد على القانون لإقراره. تفويض السلطة التشريعية مسموح به عموماً، ما لم ينص الدستور على حالة يكون فيها حاجة إلى قانون (نوموس) لعمل ذلك. ويمكن الإطلاع على القوانين في الجريدة القومية على الإنترنت ولكن هذه الخدمة تتطلب الاشتراك. أيضا، يمكن الحصول على نسخ مطبوعة من التشريعات في مكتب الجريدة القومية لقاء رسم رمزي. ويمكن استخدام خدمة خاصة على إنترنت، مثل قاعدة بيانات نوموس، التي تعمل أيضاً من خلال الاشتراك لعمل أبحاث حول التشريعات. ليس هناك قاعدة بيانات عامة أو موقع إلكتروني يمكن للمرء أن يحصل منه على التشريعات.كما لا يتم نشر ذلك في موقع البرلمان الإلكتروني أيضاً.
توشك التشريعات أن تصبح متاحة مؤخراً على شبكة الإنترنت على هذا الموقع الحكومى.

## المقر

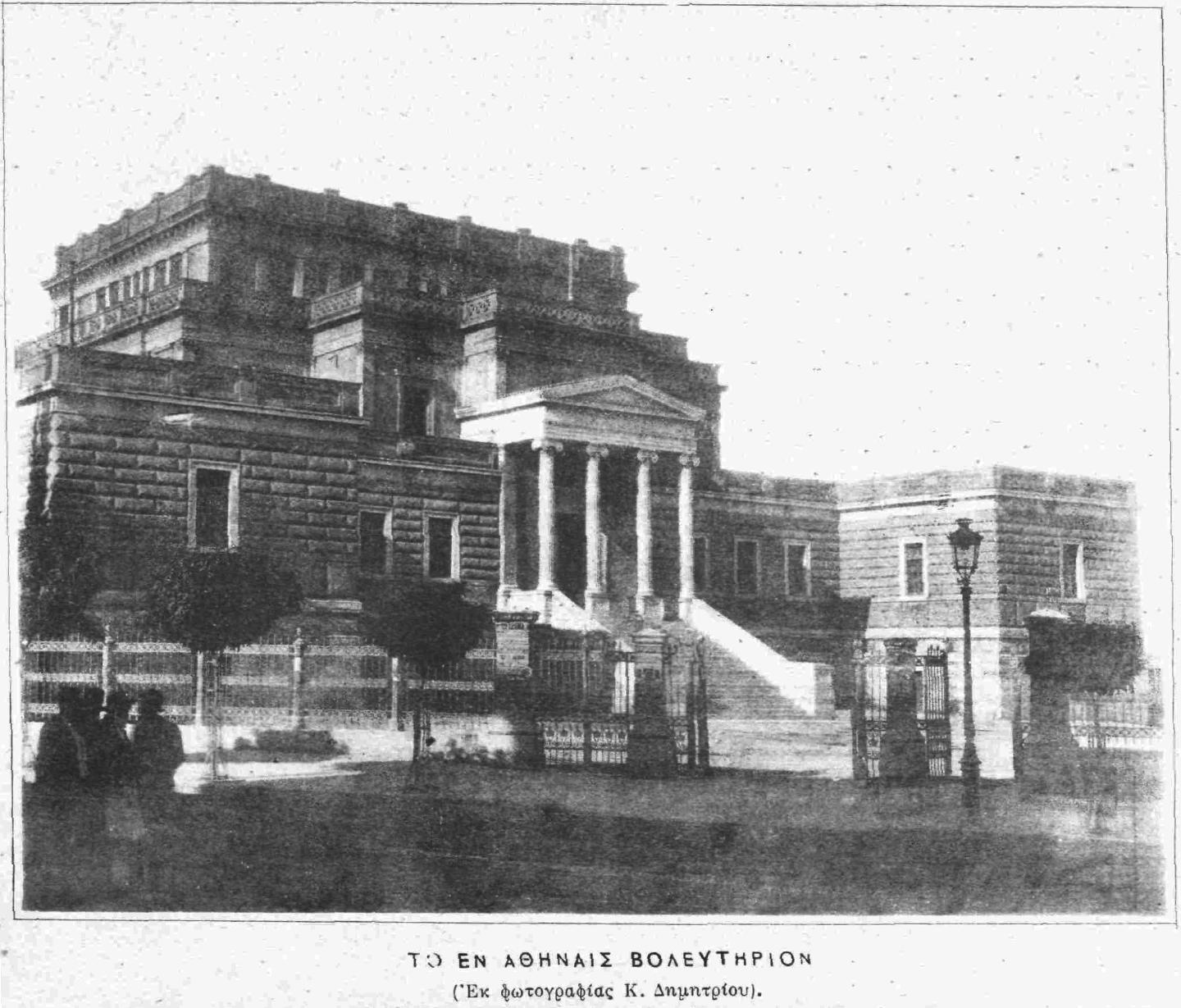
مبنى البرلمان القديم.

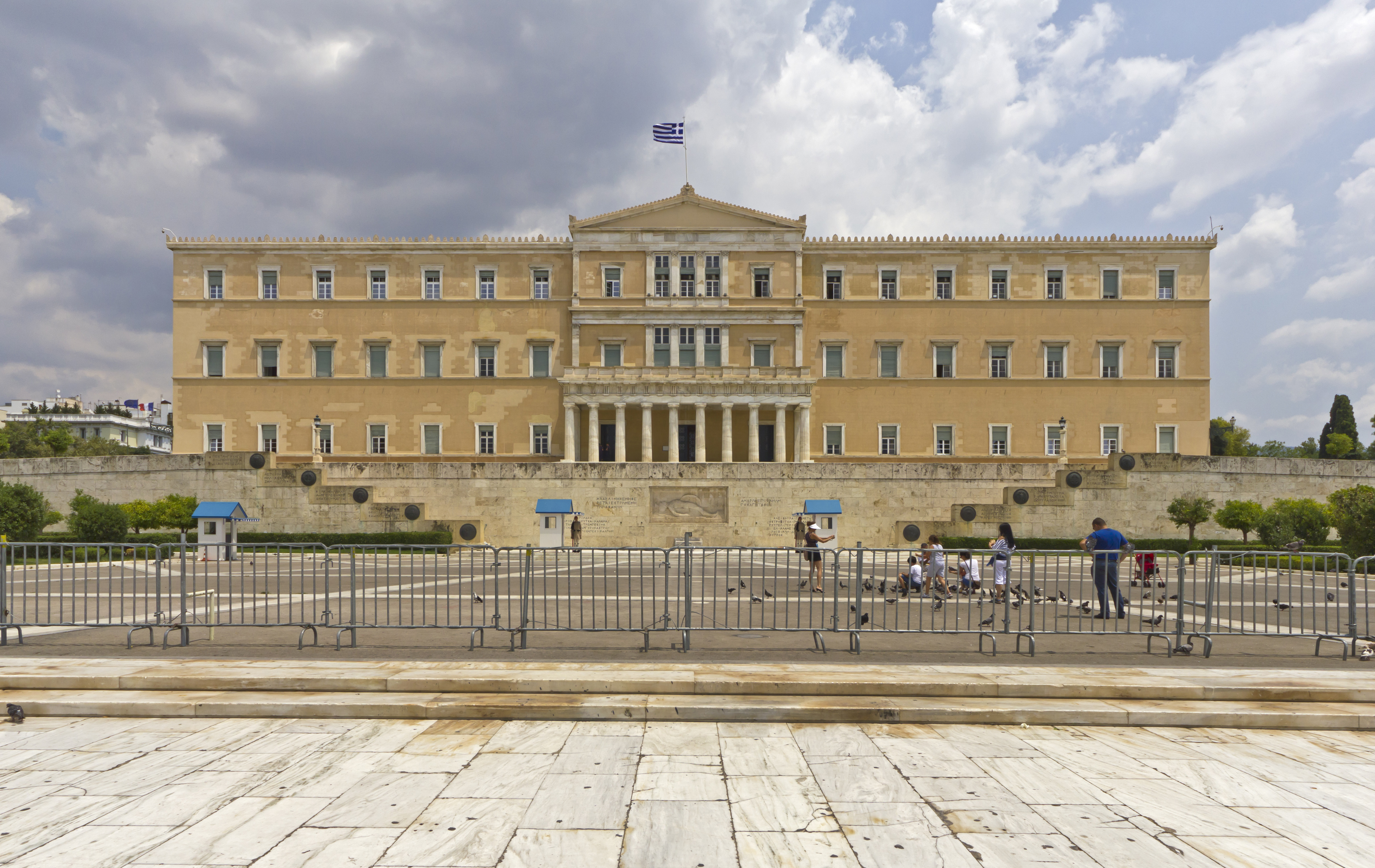
مبنى البرلمان اليوناني الحالي. عند واجهة المبنى الأمامية، يقف الحرس الوطني اليوناني (إفزونز) 24 ساعة في اليوم كل الأوقات، بغض النظر عن الطقس أو أي نوع من الظروف التي قد يواجهها.

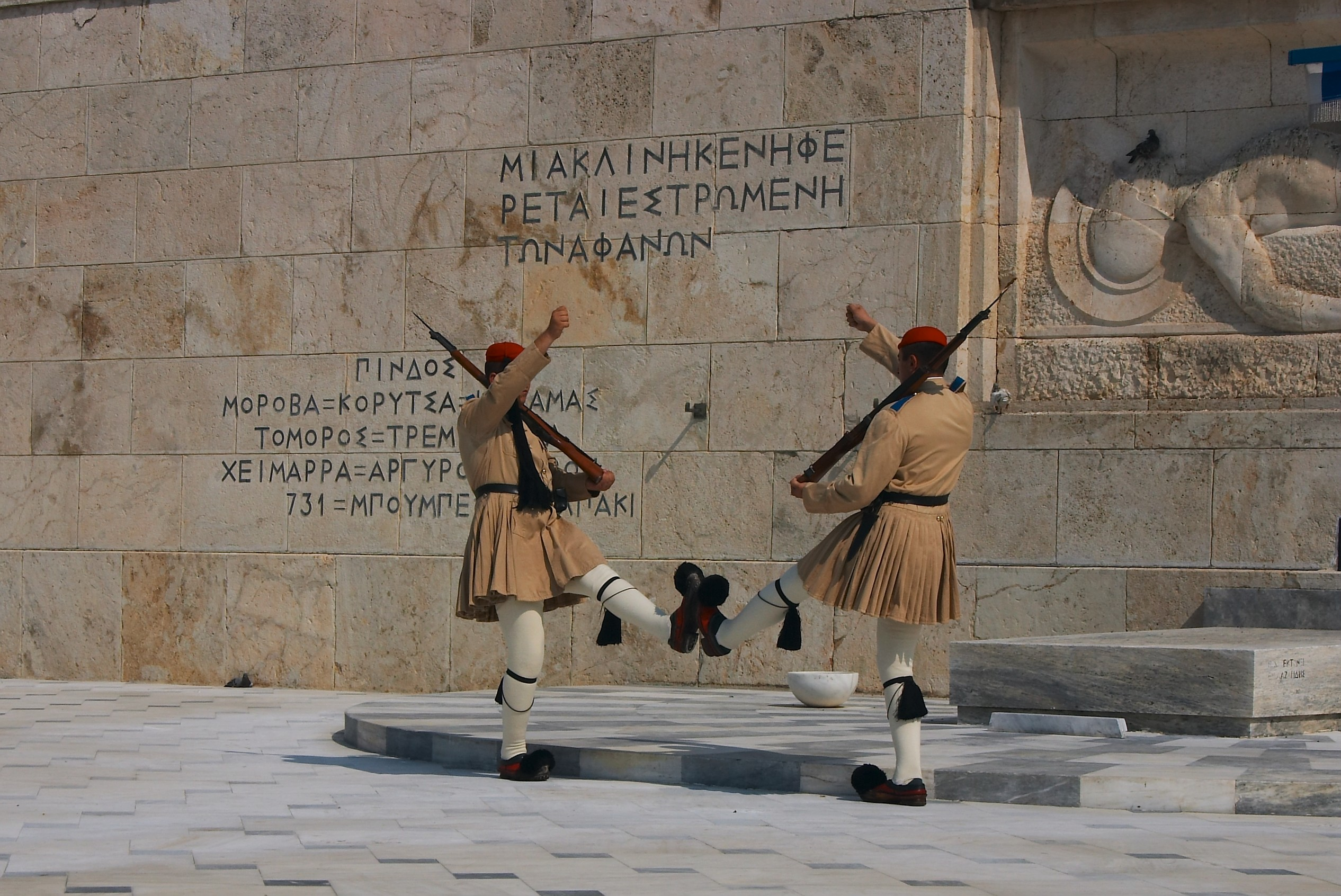
(إفزونز) من الحرس الوطنى أمام قبر الجندي المجهول.